# Oswaldo Ávila
Ávila, właśc. Oswaldo Ávila (ur. 4 grudnia 1919 w Pelotas, zm. 22 sierpnia 2006) – piłkarz brazylijski, występujący podczas kariery na pozycji defensywnego pomocnika.

## Kariera klubowa
Ávila piłkarską karierę rozpoczął w Esporte Clube Pelotas w 1939 roku. W latach 1941–1947 grał w SC Internacional. Z Internacionalem sześciokrotnie zdobył mistrzostwo stanu Rio Grande do Sul – Campeonato Gaúcho w 1941, 1942, 1943, 1944, 1945 i 1947 roku. Karierę zakończył w Botafogo FR w 1952 roku. Z Botafogo zdobył mistrzostwo stanu Rio de Janeiro – Campeonato Carioca w 1948.

## Kariera reprezentacyjna
W reprezentacji Brazylii Ávila zadebiutował 17 maja 1944 w towarzyskim meczu z reprezentacją Urugwaju. Był to jego jedyny występ w reprezentacji.